# Asociación Nacional de Entrenadores de Baloncesto
La Asociación Nacional de Entrenadores de Baloncesto (en inglés National Association of Basketball Coaches (NABC)), con sede en Kansas City, Misuri, es una organización estadounidense de entrenadores de baloncesto masculino universitario. Fue fundada en 1927 por Phog Allen, entrenador de baloncesto de la Universidad de Kansas.
La NABC nació cuando la Junta del Comité de Reglas de Baloncesto, por entonces la máxima autoridad del baloncesto, anunció sin previo aviso que se adoptaba un cambio en las reglas del juego en el que virtualmente se eliminaba el dribbling. Allen, un estudiante del fundador del baloncesto James Naismith, organizó una protesta nacional en la que finalmente se aprobó el dribbling como parte del juego.
En 1939 la NABC organizó el primer torneo nacional de baloncesto en Evanston, Illinois, en el Northwestern Fieldhouse. Oregon derrotó a Ohio State en la primera final nacional. Al siguiente año, la NABC pidió a la NCAA hacerse cargo de la administración del torneo. A cambio, la NCAA proporcionó entradas de invitación para los miembros de la NABC en las Finales y colocó a un miembro de la NABC en el Comité del Torneo.
Las iniciativas de la NABC incluyen el establecimiento del original Basketball Hall of Fame en Springfield, Massachusetts, el formato del actual torneo de baloncesto de la NCAA y el College Basketball Experience y National Collegiate Basketball Hall of Fame en el Sprint Center, en el centro de Kansas City, Misuri.  stá instalación fue completada el 10 de octubre de 2007.
Los premios otorgados por la organización son el Jugador Defensivo del Año de la NABC, Pete Newell Big Man Award, Entrenador del Año de la NABC y el Jugador del Año de la NABC.